# George Frendo
George Anthony Frendo OP (ur. 4 kwietnia 1946 w Qormi) – maltański duchowny katolicki, arcybiskup metropolita Tirany-Durrës w latach 2016–2021.

## Życiorys

### Prezbiterat
Święcenia kapłańskie otrzymał 7 kwietnia 1969 z rąk arcybiskupa Emanuele Gerady. Przez kilkanaście lat pracował w maltańskiej prowincji dominikanów (był m.in. mistrzem nowicjatu, proboszczem zakonnych parafii oraz prowincjałem). W latach 1992–1996 był także przewodniczącym maltańskiej Konferencji Wyższych Przełożonych Zakonnych. W 1997 wyjechał do Albanii i objął urząd wikariusza generalnego stołecznej archidiecezji. W latach 1999–2005 pełnił funkcję przewodniczącego albańskiej Konferencji Wyższych Przełożonych Zakonnych.

### Episkopat
7 lipca 2006 papież Benedykt XVI mianował go biskupem pomocniczym archidiecezji Tirany-Durrës, ze stolicą tytularną Buthrotum. Sakry biskupiej 23 września 2006 r. udzielił mu ordynariusz Tirany - abp Rrok Mirdita.
17 listopada 2016 papież Franciszek mianował go metropolitą Tirany-Durrës. Ingres odbył się 3 grudnia 2016. 30 listopada 2021 papież przyjął jego rezygnację z pełnionego urzędu, złożoną ze względu na wiek.
W latach 2016–2018 pełnił funkcję sekretarza generalnego Konferencji Episkopatu Albanii, zaś w latach 2018–2021 był jej przewodniczącym.